# Scorpaena dispar
Scorpaena dispar är en fiskart som beskrevs av Longley och Hildebrand, 1940. Scorpaena dispar ingår i släktet Scorpaena och familjen Scorpaenidae. Inga underarter finns listade i Catalogue of Life.